# Ariel a Mejor Sonido
El premio Ariel a Mejor Sonido es una categoría dentro de los Premios Ariel, que reconocen la excelencia en el cine mexicano. Este galardón se otorga a aquellos profesionales que han logrado destacar en el campo del diseño de sonido y la mezcla de audio en películas.
El premio Ariel a Mejor Sonido busca destacar el trabajo de aquellos profesionales que han logrado un alto nivel de calidad en este aspecto técnico.
Cada año, un comité de expertos en el campo del sonido cinematográfico se encarga de seleccionar las películas nominadas al Ariel a Mejor Sonido.  Este jurado evalúa las diferentes películas nominadas teniendo en cuenta aspectos como la calidad de la grabación y edición del sonido, la mezcla y el diseño sonoro.
Es importante destacar que este premio busca no solo reconocer el trabajo de los ingenieros y técnicos de sonido, sino también el esfuerzo conjunto de todo el equipo creativo involucrado en la producción de una película y busca destacar la colaboración estrecha entre directores, productores, diseñadores de sonido y músicos.
Algunas películas que han sido galardonadas con el Ariel a Mejor Sonido en años anteriores incluyen "Roma" de Alfonso Cuarón, El laberinto del fauno de Guillermo del Toro y Amores perros de Alejandro González Iñárritu.

## Historia
La categoría de Mejor Sonido fue incorporada en los Premios Ariel en el año 2001, con el objetivo de reconocer el trabajo de los profesionales del sonido en el cine mexicano. Desde entonces, este premio ha destacado la importancia del diseño y la mezcla de sonido en la creación cinematográfica.
Cada año, un comité de expertos y miembros de la AMACC evalúa las películas mexicanas estrenadas durante el periodo correspondiente y selecciona a los nominados en la categoría de Mejor Sonido. Estos nominados son anunciados previamente a la ceremonia de los Premios Ariel.Durante la ceremonia, un jurado compuesto por profesionales de la industria cinematográfica mexicana selecciona al ganador del Premio Ariel a Mejor Sonido.